# Рудаков, Вячеслав Юрьевич
Вячесла́в Ю́рьевич Рудако́в (4 августа 1970, Ростов-на-Дону, СССР) — советский и российский футболист, нападающий; тренер.

## Карьера
Бо́льшую часть карьеры — 16 сезонов — провёл в иркутской «Звезде»: в первой и второй лигах в 1988—1998 и 2001—2005 годах сыграл 494 матча (рекорд клуба), забил 117 мячей. В «Звезде» оказался случайно — 3 января 1985 года планировал вылететь в Наманган по приглашению клуба «Новбахор», но рейс из-за тумана задержался на три дня, и Рудаков по совету знакомого футболиста Владимира Иващенко полетел в Иркутск. В 1999—2000 годах выступал за латвийский «Вентспилс». В 2006—2007 годах играл в составе любительского клуба «Звезда-Рекорд».
В 2008 году тренировал молодёжную команду «Звезды», после смерти Сергея Муратова был помощником и. о. главного тренера основной команды «Звезды» Олега Яковлева. С 2009 года — тренер «Радиан-Байкала» (с 2012 — «Байкал»).